# Либерия (Коста-Рика)
Либерия — город, расположенный на северо-западе центральноамериканского государства Коста-Рика, столица провинции Гуанакасте. В городе проживает 67463 жителей. В городе расположен второй по величине международный аэропорт Коста-Рики — после Алахуэлы — международный аэропорт имени Даниэля Одубера, который предлагает рейсы в Даллас, Хьюстон, Атланту, Майами и Шарлотт и связан напрямую с аэропортом Дж. Ф. Кеннеди в Нью-Йорке. Рядом с Либерией находится Национальный парк Ринкон де ла Вьеха.

## Фестиваль
В феврале каждого года в Либерии проходит фестиваль (Fiestas Civicas), включающий конный парад, шоу быков, театральные представления и танцевальные мероприятия.

## Город-партнёр
- Палм-Кост, Флорида, США